# Amérique francophone

Carte de localisation de l'Amérique francophone.

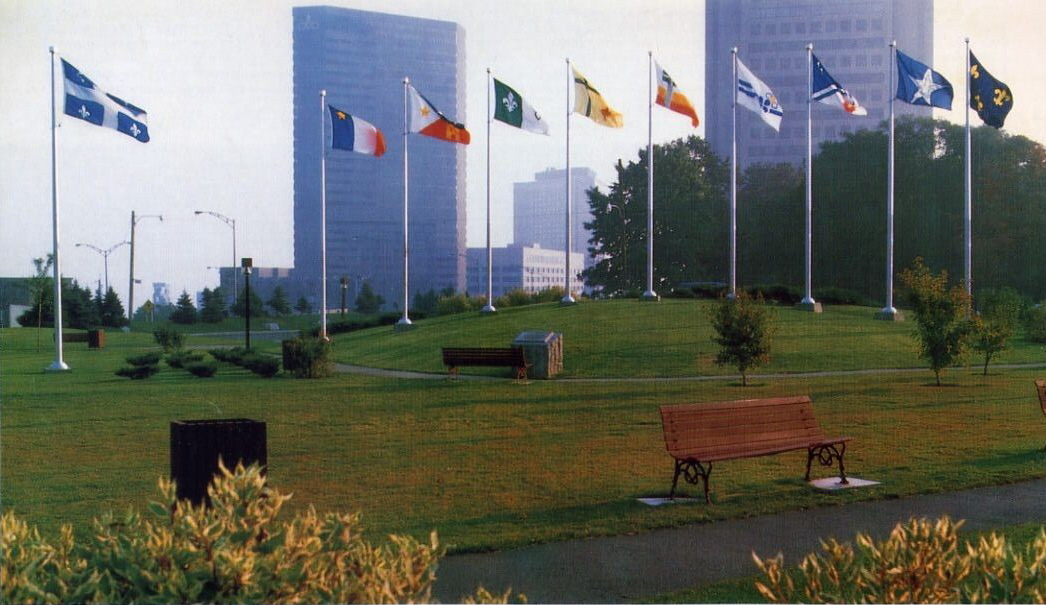
Parc de l'Amérique-Française à Québec.

Pour les articles homonymes, voir Amérique (homonymie) et Francophone (homonymie).
Ne doit pas être confondu avec Françamérique.
L'Amérique francophone, ou Amérique française, est l'ensemble des collectivités parlant français dans les Amériques. Elle se trouve essentiellement en Amérique du Nord (Québec et Acadie) et dans les Antilles, à quoi s'ajoute la Guyane en Amérique du Sud, des peuples et de la diaspora acadienne, notamment ceux dont les origines remontant à la Nouvelle-France, à l'époque de la colonisation française des Amériques et des Caraïbes. 
L'Amérique francophone comprend une portion continentale, qui s'étend au Québec, à l'Acadie et aux communautés franco-canadiennes, notamment l'Ontario français, les Métis et les Franco-Manitobains, à l'archipel français de Saint-Pierre-et-Miquelon, ainsi qu'aux communautés cadiennes et franco-américaines. Elle couvre une portion caribéenne, comprenant Haïti et les Antilles françaises, correspondant aux départements français d'outre-mer de Guadeloupe, Martinique, Saint-Martin et Saint-Barthélemy. En Amérique du Sud, elle inclut la Guyane, située sur le littoral atlantique.
Avec l'Amérique latine (hispanique et lusophone) et l'Amérique anglo-saxonne, l'Amérique francophone constitue l'une des divisions principales du continent américain sur le plan socioculturel d'origine européenne. Le français est l'une des quatre principales langues parlées en Amérique, après l'espagnol, l'anglais et le portugais.
La superficie de la zone d'influence est estimée à 2 000 000 km2 pour une population de 15 000 000 habitants[réf. nécessaire].

## Géographie
- Langue maternelle
- Langue officielle
- langue administrative
- langue seconde ou culturelle

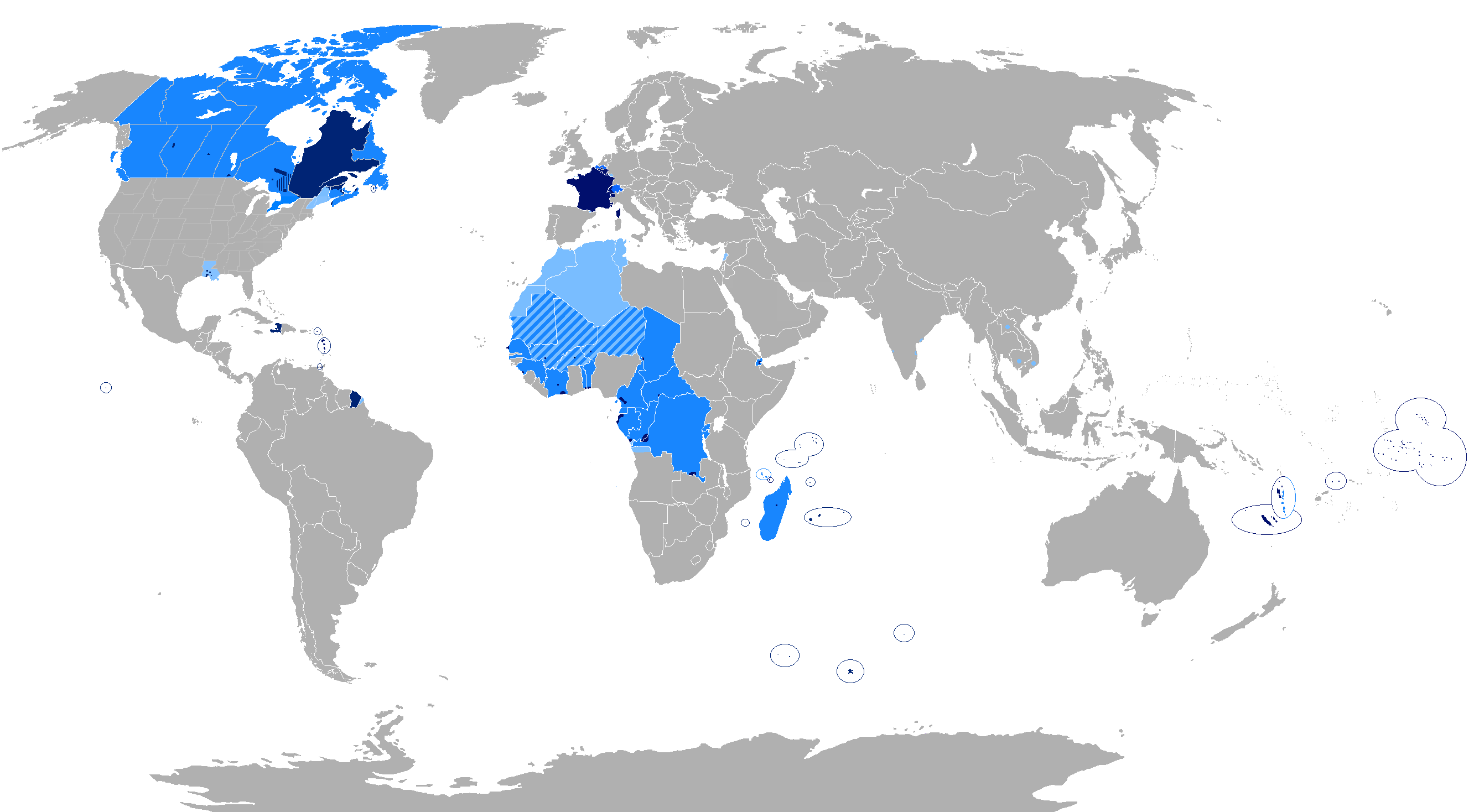
Francophonie dans le Monde.
Langue maternelle
Langue officielle
langue seconde ou culturelle

L'Amérique francophone se distribue géographiquement en quelques territoires où les locuteurs du français sont majoritaires régionalement ou localement, et dans des diasporas. D'un point de vue géographique et sociolinguistique, elle compte principalement le Québec, l'Acadie et les Antilles françaises.

### Québec
Le Québec est la nation la plus nombreuse de l'Amérique francophone ainsi que l'implantation coloniale de langue maternelle française hors d'Europe de loin la plus importante au monde, avec 6,5 millions de francophones (parlant principalement français à la maison). Les francophones sont majoritaires dans toutes les régions et les municipalités régionales de comté, à l’exception du Pontiac, de la Côte-Nord-du-Golfe-du-Saint-Laurent et du Nord-du-Québec, où ils représentent plus de 40 % de la population. La diaspora québécoise est établie principalement en Ontario et dans les Provinces de l'Ouest, en Nouvelle-Angleterre et dans le sud-est des États-Unis. 

### Acadie et Saint-Pierre-et-Miquelon
L'Acadie, comptant près de 200 000 personnes parlant français à la maison, est centrée sur le nord et l'est de l'actuel Nouveau-Brunswick, dans les régions de Baie-Sainte-Marie, ancien centre de la colonie acadienne en Nouvelle-France, Par-en-Bas, Chéticamp et l'Isle Madame en Nouvelle-Écosse, et dans la région Évangéline à l'Île-du-Prince-Édouard (île Saint-Jean). Les Acadiens sont plus de dans les trois provinces Maritimes. La diaspora acadienne s'est implantée en Acadiane (Louisiane), au Québec, en Nouvelle-Angleterre et en France.
Le Madawaska, partagé entre le nord-ouest du Nouveau-Brunswick et le nord du Maine, est limitrophe du Bas-Saint-Laurent au Québec. Il est habité par plus de 50 000 Brayons. Il présente une culture tenant à la fois du Québec et de l'Acadie.
À Terre-Neuve-et-Labrador, les francophones, un millier selon l'usage du français à la maison, habitent principalement dans la péninsule de Port-au-Port sur l'ile de Terre-Neuve et au Labrador près de la frontière avec le Québec.
Les quelque 6 000 habitants de l'archipel de Saint-Pierre-et-Miquelon, près de la côte sud de Terre-Neuve, sont presque tous francophones. Cette collectivité d'outre-mer de France, colonisée à partir de 1604, a été peuplée majoritairement d'Acadiens fuyant la déportation.

### Ontarois et Ouest canadien
L'Ontario français forme une communauté francophone démographiquement la plus nombreuse après la nation québécoise, avec plus de 300 000 francophones parlant français à la maison. Cette communauté ne représente plus qu'une faible minorité dans la province anglo-saxonne de l'Ontario. Les Franco-Ontariens ou Ontarois se retrouvent principalement dans la partie est d'Ottawa et dans l'Outaouais ontarien (ils sont majoritaires dans les comtés unis de Prescott et Russell), dans le Nord et dans quelques secteurs du Sud de l'Ontario. Ils sont principalement de descendance québécoise ou canadienne-française avec un apport de nouvelle immigration francophone.
Les francophones de l'Ouest canadien, de près de 80 000 locuteurs (langue parlée à la maison) se répartissent dans d'anciennes localités pour ce qui est des Franco-Manitobains, notamment à Saint-Boniface et des Fransaskois en Saskatchewan. Ils sont historiquement associés aux Métis. Les Franco-Albertains vivent également dans des collectivités locales à l'est d'Edmonton. Toutefois, plusieurs étant d'implantation plus récente, ils vivent davantage dans les centres urbains. Maillardville, en banlieue est de Vancouver, est la principale collectivité franco-colombienne.

### États-Unis
Environ deux millions de personnes parlent français dans leur foyer aux États-Unis, incluant les créoles (2010). Le français y est la quatrième langue la plus parlée à la maison, après l'anglais, l'espagnol et le chinois.
La Nouvelle-Angleterre regroupe 216 849 personnes âgées de plus de cinq ans parlant principalement le français chez eux, les plus importantes populations francophones se trouvant au Massachusetts et au Maine. Ce sont en grande partie des descendants de Canadiens-français. 
La Louisiane est une zone historiquement centrale de la colonisation française en Amérique avec la Louisiane française, l'une des quatre parties de la Nouvelle-France. La francophonie, maintenant réduite à environ 100 000 personnes qui parlent le français à la maison, y prend aujourd'hui la forme de l'Acadiane, ou pays des Cadiens, qui correspond à la partie sud de l'État, et des Créoles de Louisiane.  
La Floride compte une importante communauté francophone, principalement située dans la région de Miami-Fort Lauderdale, où l'immigration en provenance d'Haïti se jumelle à une communauté d'origine québécoise. Les habitants parlent français à la maison dans une proportion de 4,9 % dans le comté de Miami-Dade et 6,8 % dans le comté de Broward. À ceux-ci s'ajoutent quelque 150 000 saisonniers francophones en provenance du Québec.

### Antilles
La population totale des Antilles françaises s'élève à 844 811 habitants, parlant à peu près tous le français, qui y est la langue officielle. La francophonie des Antilles se caractérise par sa population noire majoritaire, descendant des esclaves, par son métissage des cultures africaine, française et autochtone, et son identité créole.
Aux îles de la Dominique et de Sainte-Lucie, colonisées temporairement par la France et fortement liées géographiquement et historiquement aux Antilles françaises, le français est une des langues officielles mais la population parle un créole à base lexicale de français et compte très peu de francophones.

### Amérique du Sud
La Guyane, département et région d'outre-mer français sur le littoral atlantique du continent sud-américain, dont la langue officielle est le français, compte environ 39 000 francophones, soit 15,1 % de la population totale. Ces francophones sont des Français métropolitains ou des Guyanais blancs.

## Démographie

### Plus grandes villes
| Ville          | Région | Population | Aire urbaine           |
| -------------- | ------ | ---------- | ---------------------- |
| Montréal       | Québec | 1 825 208  | 4 247 000              |
| Port-au-Prince | Haïti  | 1 234 742  | 2 754 812              |
| Québec         | Québec | 531 902    | 800 296                |
| Carrefour      | Haïti  | 511 345    | Aire de Port-au-Prince |
| Laval          | Québec | 422 993    | Aire de Montréal       |
| Delmas         | Haïti  | 395 260    | Aire de Port-au-Prince |
| Gatineau       | Québec | 276 245    | 332 057                |
| Longueuil      | Québec | 239 700    | Aire de Montréal       |
| Sherbrooke     | Québec | 161 323    | 212 105                |
| Saguenay       | Québec | 144 746    | 160 980                |

| Collectivité                              | Francophones | %      | Année |
| ----------------------------------------- | ------------ | ------ | ----- |
| Québec                                    | 6 502 822    | 80,6 % | 2016  |
| Guadeloupe                                | 397 990      | .      | 2015  |
| Ontarois                                  | 309 558      | 2,3 %  | 2016  |
| Martinique                                | 308 510      | 81 %   | 2015  |
| Haïti                                     | 218 236      | 2 %    | 2015  |
| Acadiens et Brayons (Nouveau-Brunswick)   | 210 219      | 28,6 % | 2012  |
| Franco-Américains au New York             | 134 786      | 0,7 %  | 2016  |
| Franco-Américains en Californie           | 127 595      | 0,4 %  | 2016  |
| Franco-Américains en Floride              | 104 473      | 0,6 %  | 2016  |
| Cadiens et Créoles de la Louisiane        | 99 790       | 2,3 %  | 2016  |
| Franco-Américains au Texas                | 63 666       | 0,2 %  | 2016  |
| Franco-Américains au Massachusetts        | 54 710       | 0,9 %  | 2016  |
| Franco-Américains au Maryland             | 48 205       | 0,9 %  | 2016  |
| Franco-Américains en Géorgie              | 39 558       | 0,4 %  | 2016  |
| Guyane                                    | 39 000       | 15,1 % | 2015, |
| Franco-Américains au Maine                | 38 695       | 3,1 %  | 2016  |
| Franco-Américains au New Jersey           | 36 680       | 0,4 %  | 2016  |
| Franco-Américains en Virginie             | 35 823       | 0,4 %  | 2016  |
| Franco-Américains en Illinois             | 35 535       | 0,3 %  | 2016  |
| Saint-Martin                              | 35 107       | .      | 2014  |
| Franco-Albertains                         | 32 623       | 0,8 %  | 2016  |
| Franco-Américains en Caroline du Nord     | 26 969       | 0,3 %  | 2016  |
| Franco-Américains au Connecticut          | 25 282       | 0,8 %  | 2016  |
| Franco-Américains en Ohio                 | 24 690       | 0,2 %  | 2016  |
| Franco-Américains au Washington           | 23 014       | 0,3 %  | 2016  |
| Francophonie au Michigan                  | 21 737       | 0,2 %  | 2016  |
| Franco-Américains au New Hampshire        | 21 260       | 1,7 %  | 2016  |
| Franco-Colombiens                         | 21 219       | 0,5 %  | 2016  |
| Franco-Manitobains                        | 18 933       | 1,5 %  | 2016  |
| Franco-Américains en Arizona              | 16 800       | 0,3 %  | 2016  |
| Franco-Américains au Colorado             | 16 434       | 0,3 %  | 2016  |
| Acadiens en Nouvelle-Écosse               | 15 693       | 1,7 %  | 2016  |
| Francophonie dans le Minnesota            | 14 670       | 0,3 %  | 2016  |
| Franco-Américains au Missouri             | 12 855       | 0,2 %  | 2016  |
| Franco-Américains en Indiana              | 11 254       | 0,2 %  | 2016  |
| Franco-Américains en Caroline du Sud      | 10 678       | 0,2 %  | 2016  |
| Saint-Barthélemy                          | 9 427        | .      | 2014  |
| Franco-Américains au Rhode Island         | 9 382        | 0,3 %  | 2016  |
| Franco-Américains au Vermont              | 8 508        | 1,4 %  | 2016  |
| Franco-Américains au Nevada               | 8 436        | 0,3 %  | 2016  |
| Franco-Américains au Tennessee            | 8 331        | 0,1 %  | 2016  |
| Franco-Américains en Utah                 | 6 980        | 0,3 %  | 2016  |
| Franco-Américains en Alabama              | 6 848        | 0,2 %  | 2016  |
| Franco-Américains au Kentucky             | 6 714        | 0,2 %  | 2016  |
| Saint-Pierre-et-Miquelon                  | 6 057        | .      | 2013  |
| Franco-Américains au Nouveau-Mexique      | 5 118        | 0,3 %  | 2016  |
| Franco-Américains en Oklahoma             | 5 095        | 0,1 %  | 2016  |
| Franco-Américains en Iowa                 | 4 876        | 0,2 %  | 2016  |
| Fransaskois                               | 4 830        | 0,4 %  | 2016  |
| Franco-Américains au Kansas               | 4 486        | 0,2 %  | 2016  |
| Franco-Américains au Nebraska             | 4 362        | 0,2 %  | 2016  |
| Franco-Américains au Mississippi          | 3 983        | 0,1 %  | 2016  |
| Franco-Américains à Hawaï                 | 3 377        | 0,3 %  | 2016  |
| Sainte-Lucie                              | 3 312        | 2 %    | 2010  |
| Franco-Américains au Delaware             | 3 189        | 0,4 %  | 2016  |
| Franco-Américains en Arkansas             | 3 182        | 0,1 %  | 2016  |
| Franco-Américains en Idaho                | 3 111        | 0,2 %  | 2016  |
| Acadiens à l'Île-du-Prince-Édouard        | 2 443        | 1,7 %  | 2016  |
| Franco-Américains en Virginie-Occidentale | 2 389        | 0,1 %  | 2016  |
| Franco-Américains en Alaska               | 2 365        | 0,3 %  | 2016  |
| Franco-Américains au Montana              | 1 770        | 0,2 %  | 2016  |
| Franco-Américains au Dakota du Nord       | 1 471        | 0,2 %  | 2016  |
| Francophones à Porto Rico                 | 1 186        | 0,0 %  | 2016  |
| Franco-Terreneuviens                      | 1 168        | 0,2 %  | 2016  |
| Franco-Américains au Wyoming              | 1 159        | 0,2 %  | 2016  |
| Franco-Yukonnais                          | 928          | 2,6 %  | 2016  |
| Franco-Américains au Dakota du Sud        | 846          | 0,1 %  | 2016  |
| Franco-Ténois                             | 713          | 1,7 %  | 2016  |
| Franco-Nunavois                           | 359          | 1,0 %  | 2016  |
| Dominique                                 | 50           | 0,0 %  | 2012  |
| Clipperton                                | -            | -      | ...   |

Montréal est la plus peuplée des villes francophones de l'Amérique francophone. Les autres villes d'importance sont Québec, Saguenay, Trois-Rivières, Ottawa-Gatineau, Grand Sudbury, Winnibeg-Saint-Boniface, Moncton-Dieppe, Lafayette, La Nouvelle-Orléans ainsi que Cayenne, Fort-de-France, Port-au-Prince dans les Caraïbes françaises.

## Linguistique
Le français parlé en Amérique se différencie du français standard par l'accent, la prononciation, le lexique et la syntaxe. Les principales variantes sont :
- Québécois (Québec, Madawaska et diaspora québécoise incluant les Ontarois, les francophones de l'Ouest canadien, de Floride, etc.) ;
- Acadien (Acadie et Terre-Neuve-et-Labrador) ;
- Cadien (Louisiane) ;
- Français de Nouvelle-Angleterre (Nouvelle-Angleterre) ;
- Français du Missouri (Missouri) ;
- Français de Guyane (Guyane) ;
- Français haïtien (Haïti) ;
- Français manitobain (Manitoba) ;
- Français terre-neuvien (Terre-Neuve).

Plusieurs créoles à base lexicale française sont parlés, principalement aux Antilles :
- Chiac (Sud du Nouveau-Brunswick) ;
- Métchif (Canada et Nord des États-Unis) ;
- Créole antillais (Antilles françaises) ;
- Créole dominiquais (Dominique) ;
- Guyanais (Guyane) ;
- Créole guadeloupéen (Guadeloupe et Dominique) ;
- Créole haïtien (Haïti) ;
- Créole louisianais (Louisiane) ;
- Créole saintois (Îles des Saintes) ;
- Créole saint-lucien (Sainte-Lucie) ;
- Créole trinidadien (Trinité-et-Tobago).

## État et droit

### Organismes
- Conseil pour le développement du français en Louisiane (CODOFIL)
- Office québécois de la langue française (OQLF)
- Société nationale de l'Acadie (SNA)
- Association francophone des municipalités du Nouveau-Brunswick
- Association française des municipalités de l'Ontario
- Association des municipalités bilingues du Manitoba
- Assemblée communautaire fransaskoise
- Centre de la francophonie des Amériques (CFA)

L'Ordre des francophones d'Amérique est une décoration décernée à ses membres par le Conseil supérieur de la langue française du Québec.

## Histoire

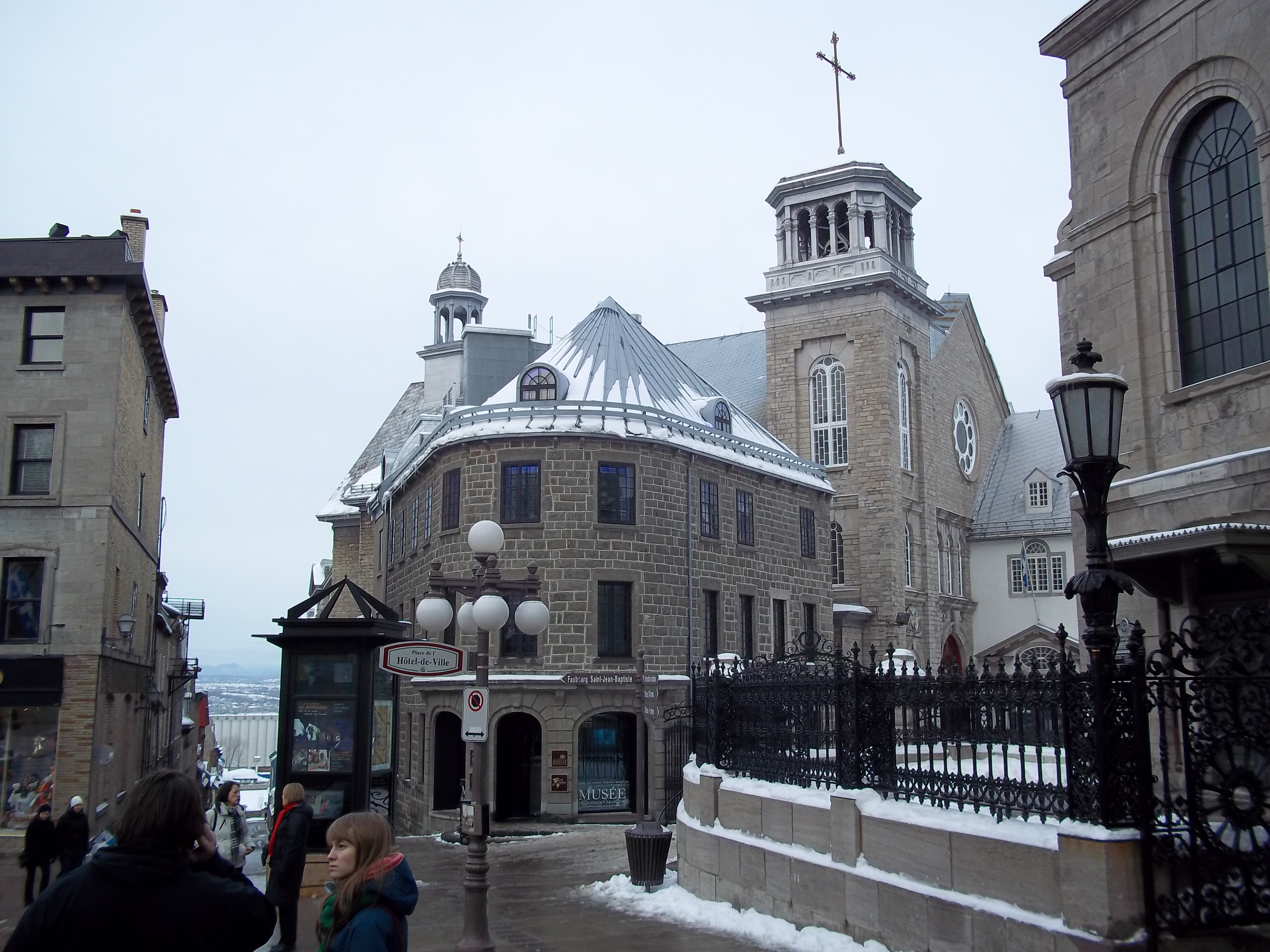
Musée de l'Amérique francophone (Québec).

La colonisation française des Amériques débute au XVIe siècle et se poursuit jusqu'au XVIIIe siècle. La France construit un empire colonial en Amérique du Nord, appelé Nouvelle-France, s'étendant du golfe du Saint-Laurent jusqu'aux montagnes Rocheuses à l'ouest et jusqu'au golfe du Mexique, au sud. Les Français colonisent également les Antilles : Saint-Domingue, Sainte-Lucie, la Dominique, ainsi que la Guadeloupe et la Martinique, toujours françaises. En Amérique du Sud, ils tentent d'établir trois colonies, dont l'une demeure, de nos jours, la Guyane.
Les premiers établissements français en Amérique sont fondés au tout début et tout au long du XVIIe siècle, à Saint-Pierre-et-Miquelon en 1604, Samuel de Champlain à Québec en 1608, à Saint-Christophe dans les Antilles en 1625, aux Trois-Rivières en 1634, Paul de Chomedey de Maisonneuve à Montréal en 1642, à Saint-Barthélémy en 1648, à Sainte-Lucie en 1651. En 1648, les Pays-Bas et la France se partagent l'île de Saint-Martin. À partir des années 1670, la France développe l'industrie du sucre dans ses colonies antillaises et fait venir des esclaves d'Afrique pour répondre à ses besoins de main-d'œuvre. En 1697, la partie ouest de l'île d'Hispaniola, l'actuel Haïti, antérieurement espagnole, devient possession française. 
Lors de cette période de colonisation, les Français fondent, à compter de 1608 à Québec, la Nouvelle-France dans ses « provinces » d'Acadie, de Canada, des Pays d'en Haut et de Louisiane, Montréal et Baton Rouge, Détroit, Mobile, La Nouvelle-Orléans ou Saint-Louis actuellement situées aux États-Unis ; mais aussi ailleurs en Amérique du Nord, dont Port-au-Prince et Cap-Haïtien en Haïti ; Saint-Louis de Maragnan au Brésil.
Du milieu du XIXe siècle jusqu'au milieu du XXe siècle, durant la Grande Hémorragie, près d'un million de Canadiens français, soit la moitié de la population francophone du Canada, migre vers États-Unis, principalement en Nouvelle-Angleterre et aussi au Midwest. Au cours de la même période, un très grand nombre de francophones, au moins 400 000, migrent vers l'Amérique du Sud, principalement en Argentine, au Brésil, au Chili et en Uruguay. À la fin du XIXe siècle, le français demeure largement majoritaire en Louisiane avec 85 % de la population qui est unilingue française.

## Culture
La culture francophone des Amériques se déclinent en quelques sphères culturelles, correspondant aux espaces francophones. La culture québécoise, la plus importante en production, prend un accent unique. Elle prend différentes formes par la littérature québécoise, le cinéma québécois, la télévision québécoise, la musique québécoise, la danse québécoise, l'humour québécois, les beaux-arts québécois (peinture et sculpture), l'architecture québécoise et la cuisine québécoise. La culture acadienne est également très marquée et se traduit dans la littérature acadienne, la musique acadienne, le cinéma acadien, la cuisine acadienne. D'autres inclinations existent, par exemple la Littérature franco-ontarienne, la littérature guyanaise, la musique cadienne, la musique des Antilles françaises, la musique guyanaise, la cuisine cadienne, la cuisine guyanaise.

## Francophilie
Aux États-Unis environ onze millions d'habitants auraient une solide connaissance du français (2008). En Amérique latine, le nombre de locuteurs en français est estimé à 2 344 000. Le français y était la langue étrangère la plus prisée jusqu'à la deuxième moitié du XXe siècle ; il demeure la langue étrangère la plus apprise après l'anglais, et avant l'espagnol et le portugais.

## Francogènes
Aux États-Unis, environ treize millions d'habitants sont de descendance française principalement québécoise. À ceux-ci s'ajoute une bonne partie des quatre millions d'Amérindiens, métissés avec les coureurs des bois et des colons de Nouvelle-France et du Québec. En Amérique du Sud, au moins huit millions d'habitants sont de descendance française.

## Société

### Personnalités
- Jacques Cartier
- Samuel de Champlain
- Pierre de Rigaud de Vaudreuil
- Toussaint Louverture
- Louis-Joseph Papineau
- Louis Riel